# CT-32 (Spanje)

De CT-32

De CT-32 is een autovía in Murcia en verbindt nabij Cartagena de A-30 met de AP-7. De snelweg is 9 kilometer lang en werd in 1993 afgewerkt.